# Aurel Wintner
Aurel Friedrich Wintner (* 8. April 1903 in Budapest; † 15. Januar 1958 in Baltimore) war ein US-amerikanischer Mathematiker ungarischer Herkunft, der sich vor allem mit Analysis und Himmelsmechanik befasste.
Sein Interesse für Astronomie (und sein Bemühen, die Himmelsmechanik auf feste mathematische Grundlagen zu stellen) führte nicht nur zu seiner Beschäftigung mit Hilberträumen, sondern auch anderen Problemen der Analysis wie fastperiodischen Funktionen, Verteilungsfunktionen, Fourierreihen, Tauberschen Sätzen sowie mit analytischer Zahlentheorie, Wahrscheinlichkeitstheorie, Ergodentheorie, wobei es zur Zusammenarbeit mit George David Birkhoff und Norbert Wiener kam.

## Leben und Wirken
Wintner zeigte auf der Schule in Budapest sowohl musische (er spielte sehr gut Violine, gab das aber zugunsten der Mathematik mit 17 Jahren völlig auf) als auch mathematische Begabung. Durch seinen Onkel Samuel Oppenheim (1857–1928), der Astronomie-Professor in Wien war, interessierte er sich außerdem für Astronomie. 1920 bis 1924 studierte er an der Universität in Budapest. Eine ganze Reihe mathematischer und astronomischer Veröffentlichungen in den Folgejahren verschafften ihm 1927 eine Einladung von Leon Lichtenstein in Leipzig (der selbst an der Anwendung der Variationsrechnung beispielsweise auf Gleichgewichtsfiguren von Himmelskörpern arbeitete), wo er Lichtenstein in der Herausgabe der Mathematischen Zeitschrift unterstützte und 1929 promovierte.
In dieser Dissertation bewies er im Bemühen, die Arbeiten von George William Hill über die Mondbahn, in denen Hill unendliche Matrizen verwendete, streng zu begründen, viele grundlegende Sätze aus der Theorie der Hilberträume, während gleichzeitig John von Neumann, der dabei die Grundlagen der Quantenmechanik im Hinterkopf hatte, auf demselben Feld sehr aktiv war und die Ergebnisse Wintners in der Folge überschattete.
1929 bis 1930 besuchte er mit einem Stipendium Tullio Levi-Civita in Rom und den Astronomen Bengt Strömgren in Kopenhagen. 1930 heiratete er die Chemikerin Irmgard Hölder, die Tochter seines Leipziger Lehrers Otto Hölder. Aus der Ehe ging ein Sohn hervor. 1930 nahm er eine Professur an der Johns Hopkins University in Baltimore an, die er bis zu seinem Tod 1958 innehatte. 1944 wurde er Herausgeber des American Journal of Mathematics.
Sein Sohn Claude Wintner ist Professor für Organische Chemie am Haverford College.

## Werke
- Spektraltheorie der unendlichen Matrizen. 1929 (Digitalisat).
- The Analytical Foundations of Celestial Mechanics. 1941, Dover 2014.
- The Fourier Transforms of Probability Distributions. 1947 (Digitalisat).

weitere Veröffentlichungen (Auswahl):
- Zur Analysis im Hilbertschen Raume. In: Mathematische Zeitschrift. Band 28, Berlin / Göttingen 1928, S. 451–470 (Digitalisat).
- Diophantische Approximationen und hermitesche Matrizen. Erste Mitteilung. In: Mathematische Zeitschrift. Band 30, Berlin / Göttingen 1929, S. 290–319 (Digitalisat).
- Über die kleinen numerischen Divisoren in der allgemeinen Theorie der Störungen. In: Mathematische Zeitschrift. Band 31, Berlin / Göttingen 1930, S. 434–440 (Digitalisat).
- Dynamische Systeme und unitäre Matrizen. In: Mathematische Zeitschrift. Band 36, Berlin / Göttingen 1933, S. 630–637 (Digitalisat).
- Eratosthenian Averages. Waverly Press, Baltimore 1943 (Digitalisat).
- The Theory of Measure in Arithmetical Semi Groups. Waverly Press, Baltimore 1944 (Digitalisat).
- An Arithmetical Approach to Orindary Fourier Series. Waverly Press, Baltimore 1945 (Digitalisat).